# King of the Ring 1997
King of the Ring (1997) was een professioneel worstel-pay-per-view (PPV) evenement dat georganiseerd werd door de World Wrestling Federation (WWF, nu WWE). Het was de 5e editie van King of the Ring en vond plaats op 8 juni 1997 in het Providence Civic Center in Providence, Rhode Island.

## Matches
| Nr. | Match | Winnaar(s)          | Opmerkingen                                                      | Bron  |
| --- | --- | ------------------- | ---------------------------------------------------------------- | ----- |
| 1F  | The Headbangers (Mosh & Thrasher) vs. Bart Gunn & Jesse James                                                          | The Headbangers     | Tag Team FFA match.                                              | [ 2 ] |
| 2   | Hunter Hearst Helmsley (met Chyna) vs. Ahmed Johnson                                                                   | HHH                 | King of the Ring halve finale.                                   | [ 2 ] |
| 3   | Mankind vs. Jerry Lawler                                                                                               | Mankind             | King of the Ring halve finale.                                   | [ 2 ] |
| 4   | Goldust (met Marlena) vs. Crush (met Clarence Mason en D'Lo Brown)                                                     | Goldust             | Eén-op-één match.                                                | [ 2 ] |
| 5   | The Hart Foundation (The British Bulldog, Jim Neidhart & Owen Hart) vs. The Legion of Doom (Animal & Hawk) & Sycho Sid | The Hart Foundation | 6-Man Tag Team match                                             | [ 2 ] |
| 6   | Hunter Hearst Helmsley (met Chyna) vs. Mankind                                                                         | HHH                 | King of the Ring finale.                                         | [ 2 ] |
| 7   | Shawn Michaels vs. Stone Cold Steve Austin                                                                             | N.V.T.              | Eén-op-één match. Match eindigde in een dubbele diskwalificatie. | [ 2 ] |
| 8   | The Undertaker (c) (met Paul Bearer) vs. Faarooq (met Crush, Clarence Mason, D'Lo Brown en Savio Vega)                 | The Undertaker      | Eén-op-één match voor het WWF World Heavyweight Championship.    | [ 2 ] |

### Toernooi
Het toernooi werd gehouden tussen 12 mei en 8 juni 1997.
| Legenda | Legenda                   |
| ------- | ------------------------- |
| Pin     | Pinfall                   |
| Sub     | Submission                |
| CO      | Count-out                 |
| DCO     | Double count-out          |
| DQ      | Diskwalificatie           |
| DDQ     | Dubbele diskwalificatie   |
| Draw    | Gelijkspel                |
| Ref     | Scheidsrechtersbeslissing |

|  | Kwartfinale (TV)       | Kwartfinale (TV)       |                        |     | Halve finale (PPV) | Halve finale (PPV) |  |  | Finale (PPV) | Finale (PPV) |
|  |                        |                        |                        |     |                    |                    |  |  |              |              |
|  |                        |                        |                        |     |                    |                    |  |  |              |              |
|  |                        |                        |                        |     |                    |                    |  |  |              |              |
|  |                        |                        |                        |     |                    |                    |  |  |              |              |
|  | Ahmed Johnson          | DQ                     |                        |     |                    |                    |  |  |              |              |
|  | Ahmed Johnson          | DQ                     |                        |     |                    |                    |  |  |              |              |
|  | Hunter Hearst Helmsley | 03:25                  |                        |     |                    |                    |  |  |              |              |
|  | Hunter Hearst Helmsley | 03:25                  | Ahmed Johnson          | Pin |                    |                    |  |  |              |              |
|  |                        |                        | Ahmed Johnson          | Pin |                    |                    |  |  |              |              |
|  |                        | Hunter Hearst Helmsley | 07:42                  |     |                    |                    |  |  |              |              |
|  | Hunter Hearst Helmsley | Hunter Hearst Helmsley | 07:42                  | Pin |                    |                    |  |  |              |              |
|  | Hunter Hearst Helmsley |                        |                        | Pin |                    |                    |  |  |              |              |
|  | Crush                  | 18:56                  |                        |     |                    |                    |  |  |              |              |
|  | Crush                  | 18:56                  | Hunter Hearst Helmsley | Pin |                    |                    |  |  |              |              |
|  |                        |                        | Hunter Hearst Helmsley | Pin |                    |                    |  |  |              |              |
|  |                        | Mankind                | 19:28                  |     |                    |                    |  |  |              |              |
|  | Goldust                | Mankind                | 19:28                  | Pin |                    |                    |  |  |              |              |
|  | Goldust                |                        |                        | Pin |                    |                    |  |  |              |              |
|  | Jerry Lawler           | 11:55                  |                        |     |                    |                    |  |  |              |              |
|  | Jerry Lawler           | 11:55                  | Jerry Lawler           | Sub |                    |                    |  |  |              |              |
|  |                        |                        | Jerry Lawler           | Sub |                    |                    |  |  |              |              |
|  |                        | Mankind                | 10:24                  |     |                    |                    |  |  |              |              |
|  | Mankind                | Mankind                | 10:24                  | Pin |                    |                    |  |  |              |              |
|  | Mankind                |                        |                        | Pin |                    |                    |  |  |              |              |
|  | Savio Vega             | 14:35                  |                        |     |                    |                    |  |  |              |              |
|  | Savio Vega             | 14:35                  |                        |     |                    |                    |  |  |              |              |